# David Trachsel
Pour les articles homonymes, voir Trachsel.
David Trachsel, né le 29 novembre 1994 à Bâle (originaire de Frutigen [BE]), est un homme politique suisse membre de l'Union démocratique du centre (UDC).
Il est président des Jeunes UDC depuis février 2020 et député au Grand Conseil du canton de Bâle-Ville de 2021 à 2023.

## Biographie
David Trachsel naît le 29 novembre 1994 à Bâle[réf. nécessaire]. Il est originaire de Frutigen, dans le canton de Berne. Il a également des origines tchèques.
Il grandit dans le quartier de Gellert (de).
Il est coureur cycliste dans l'équipe nationale des moins de 19 ans,.
Il étudie l'administration des affaires à Bâle, puis travaille comme administrateur, notamment pour l'entreprise de lobbying du conseiller national Sebastian Frehner,.
Il habite à Bâle.

## Parcours politique
David Trachsel se présente en 2016 au Grand Conseil du canton de Bâle-Ville et termine deuxième viennent-ensuite. Aux élections fédérales de 2019, il se présente sans succès sur la liste des jeunes UDC du canton de Bâle-Ville.
En février 2020, il est élu président des jeunes UDC Suisse pour succéder à Benjamin Fischer. Avant cette élection, il est le secrétaire général du parti pendant une année. Sa présidence, sous laquelle la visibilité des Jeunes UDC augmente fortement, est contestée en février 2023 par différents présidents cantonaux, qui lui reprochent de trop se concentrer sur la critique du wokisme ; il ne conserve son poste, soumis au vote du comité, que par huit voix contre sept. Il annonce début 2024 qu'il ne représentera pas pour un nouveau mandat en mars.
En octobre 2020, il est élu au Grand Conseil du canton de Bâle-Ville. Il y siège à partir du 1er février 2021. Il annonce début février 2023 sa démission pour la fin avril en raison de son déménagement à Kaiseraugst, en Argovie,. Sa démission est effective le 28 avril 2023.

### Positionnement politique
David Trachsel se situe tout à la droite de son parti,, avec un style qualifié d'agressif par la Basler Zeitung. Il se décrit comme économiquement libéral et s'engage dans la campagne contre l'initiative sur les multinationales responsables. Il est en revanche conservateur sur le plan des valeurs et chrétien engagé. Il soutient notamment à titre privé deux initiatives populaires fédérales contre l'avortement lancées en 2022, et même membre du comité d'initiative de l'une d'entre elles (« La nuit porte conseil ») et responsable de la récolte des signatures.
Il dénonce la gestion de la crise du covid-19 par les gouvernements fédéral et cantonal. Il considère notamment que les libertés sont restreintes par les mesures prises pendant la crise et se prononce contre la vaccination obligatoire et la fermeture des restaurants et des commerces. Au Grand Conseil du canton de Bâle-Ville, il appelle à des tests covid gratuits et s'oppose à une prime covid pour le personnel soignant. Il est au centre d'une petite polémique lorsqu'il décrit sur Facebook le gouvernement bâlois de Lukas Engelberger comme une dictature. Bien qu'il ne soit pas le seul de son parti à utiliser ce terme, le président de son groupe parlementaire au Grand Conseil, Pascal Messerli, prend ses distances avec la déclaration.
En 2022, il déclare que son parti entend déposer une plainte pénale pour violation de la norme pénale suisse antiraciste pour racisme antiblanc, dans l'affaire du groupe de reggae empêché de jouer à Berne pour « appropriation culturelle »,. La même année, il critique la culture woke pour son intolérance après s'être fait refuser l'entrée dans un bar bâlois avec d'autres membres des Jeunes UDC. Avec son parti, il dénonce un « positionnement woke » de la part d'UBS en raison de son utilisation du langage inclusif et son « soutien de l'idéologie transsexuelle » et appelle au boycott de la banque,.